# カール・ズスケ
ヨハン・カール・ズスケ（Johann Karl Suske, 1934年3月15日 - ）はドイツのヴァイオリニスト。
ズデーテン地方ライヒェンベルク（現チェコ領リベレツ）の生まれ。
生地のオーケストラで第二ヴァイオリン奏者を務めていた父フランツから音楽の手ほどきを受けた。
第二次世界大戦後のドイツ人追放を受け、1946年テューリンゲン州のグライツに移り、同地のコンサートマスター、ヴィリー・ブライスに師事する。
1948年からヴァイマル音楽大学で、1951年からはライプツィヒ音楽大学でゲルハルト・ボッセに師事。
1954年首席ヴィオリストとしてライプツィヒ・ゲヴァントハウス管弦楽団に入団、1956年第二コンサートマスターに転じ、1959年にはヨアヒム・ハンチュクの後任として第一コンサートマスターに昇格。
1955年からはホルスト・ザンネミュラーにかわり、ゲヴァントハウス四重奏団の第二ヴァイオリン奏者を務め、1962年にはメンバーとして国家賞を受賞している。
1962年にフランツ・コンヴィチュニーの推薦でベルリン国立歌劇場管弦楽団のコンサートマスターに移籍し、1965年にはズスケ四重奏団（後のベルリン弦楽四重奏団）を結成した。
その後、1975年にマンフレッド・シェルツァーの後任として、ライプツィヒ・ゲヴァントハウス管弦楽団の第一コンサートマスターに戻り（当初はベルリンとの兼務）、2001年までその地位にあった。
また、1977年、ゲヴァントハウス四重奏団の第一ヴァイオリンの座が師のボッセからズスケとなり1993年まで務めた。1991年から2000年まではバイロイト祝祭管弦楽団のコンサートマスターを務め、NHK交響楽団の客演コンサートマスターとしても来日を重ねた。
現在、長女コルネリアはゲヴァントハウス管弦楽団の首席ハープ奏者、長男コンラートは副第一コンサートマスターをそれぞれ務めている。